# 1855 en photographie
| Années de la photographie : 1852 - 1853 - 1854 - 1855 - 1856 - 1857 - 1858    |
| Décennies de la photographie : 1820 - 1830 - 1840 - 1850 - 1860 - 1870 - 1880 |

Cet article présente les faits marquants de l'année 1855 en photographie.

## Événements
- mars : le physicien écossais James Clerk Maxwell, qui travaille sur la lumière et la couleur, lit devant la Royal Society d'Édimbourg son article Experiments on Colour, as perceived by the Eye, with remarks on Colour-blindness qui pose les principes des combinaisons de couleurs ; c'est un jalon important pour la photographie couleur[1].
- Le photographe français Arsène Garnier met au point un procédé de coloriage des clichés qu'il appelle « photokérographie coloriée » et le fait breveter en France, en Angleterre et en Belgique[2].
- 27 août : Alphonse Poitevin fait breveter le procédé de photolithographie[3] ; il découvre le procédé du tirage au charbon qui consiste à plonger un papier dans une solution colloïdale de dichromate de potassium pour obtenir sa sensibilisation à la lumière.
- Fermeture de l'Imprimerie photographique qui avait été créée par Louis Désiré Blanquart-Évrard et Hippolyte Fockedey à Loos, près de Lille ; en 5 ans, elle a produit plus de 100 000 épreuves et publié vingt-quatre albums photographiques[4].
- Création par la Société française de photographie, fondée l'année précédente, de la revue Bulletin de la Société française de photographie[5].
- 16 mars : dix jours avant son décès, l'industriel et photographe amateur Fortuné Joseph Petiot-Groffier fait don à la Société française de photographie de treize vues prises en Auvergne, ainsi que de deux vues de sa distillerie des Alouette à Châtenoy-le-Royal[6].
- Auguste Hippolyte Collard s'installe à Paris et y crée son studio : L'atelier central de photographie ; il se spécialise dans la photographie des ouvrages d'art (ponts de Paris, ponts et viaducs ferroviaires et routiers)[7].
- Auguste Belloc devient membre de la Société française de photographie.

## Photographies notables

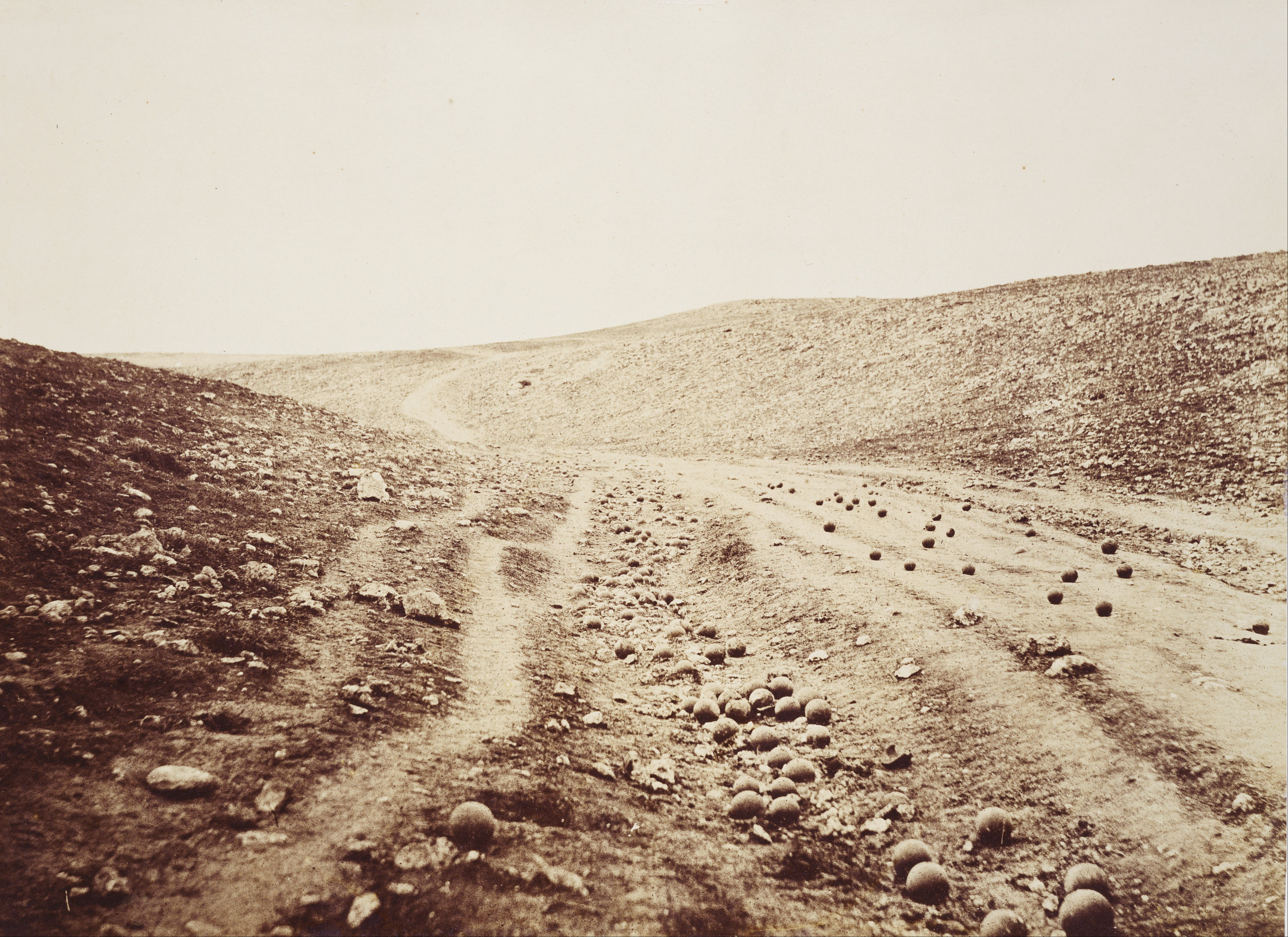
Roger Fenton, Valley of the Shadow of Death (La vallée de l'ombre de la mort), 23 avril, photographie prise pendant la guerre de Crimée ; tirage original d'époque sur papier albuminé, Londres, Royal Collection.

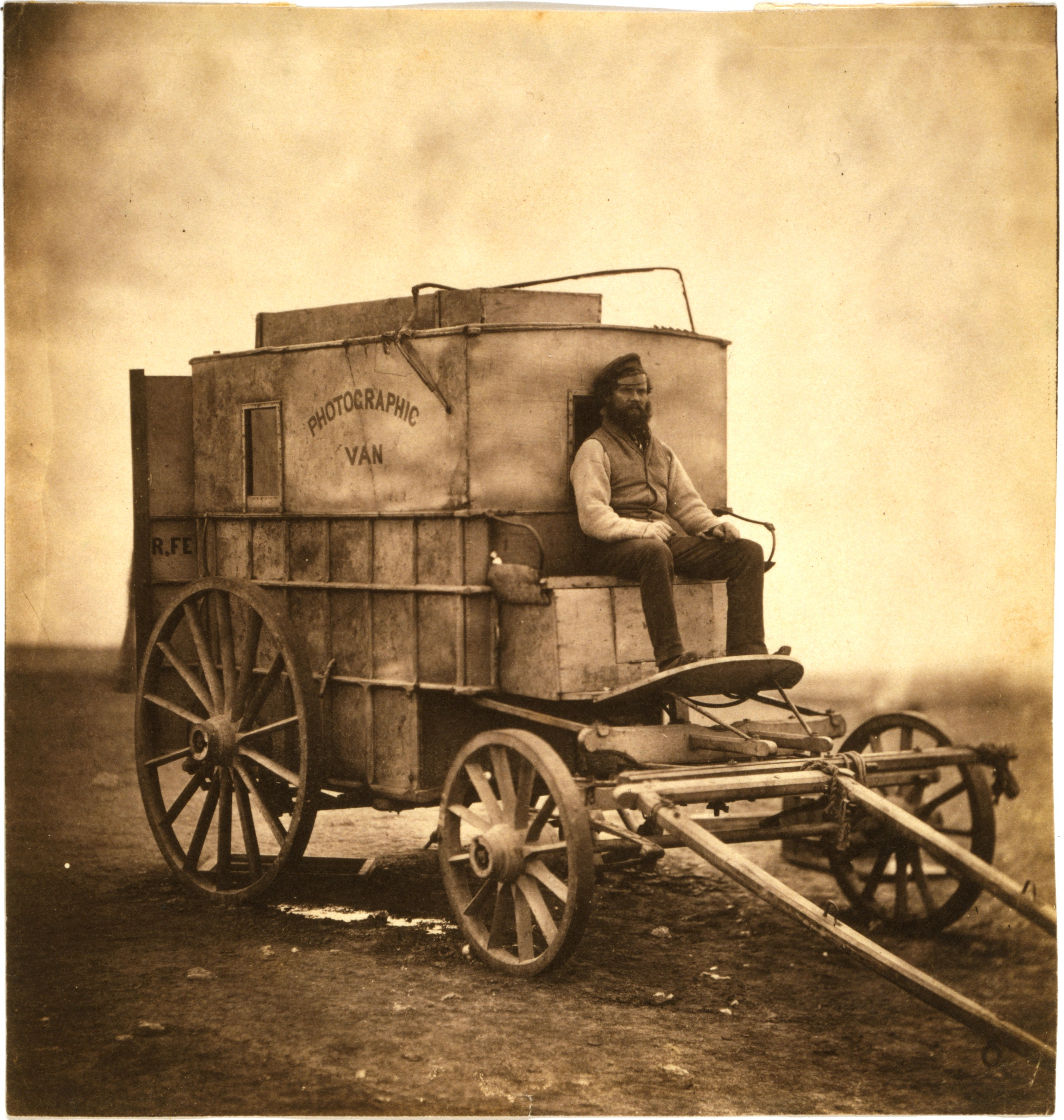
Roger Fenton, Marcus Sparling, l'assistant de Fenton, et la roulotte photographique utilisée pendant la Guerre de Crimée ; tirage sur papier salé.

- mars-juin : le photographe britannique Roger Fenton avec son assistant, Marcus Sparling, photographient pour le compte de leur gouvernement la guerre de Crimée ; c'est la première commande officielle de photographies de guerre. Ils réalisent environ 360 photographies, prises avant et après les combats pour des questions de technique (manque de sensibilité et objectifs peu lumineux, donc poses trop longues), de logistique et de sécurité (la roulotte photographique peut servir de cible). Les images de Fenton sont délibérément “acceptables“, ne montrant aucun cadavre ni blessés[8].

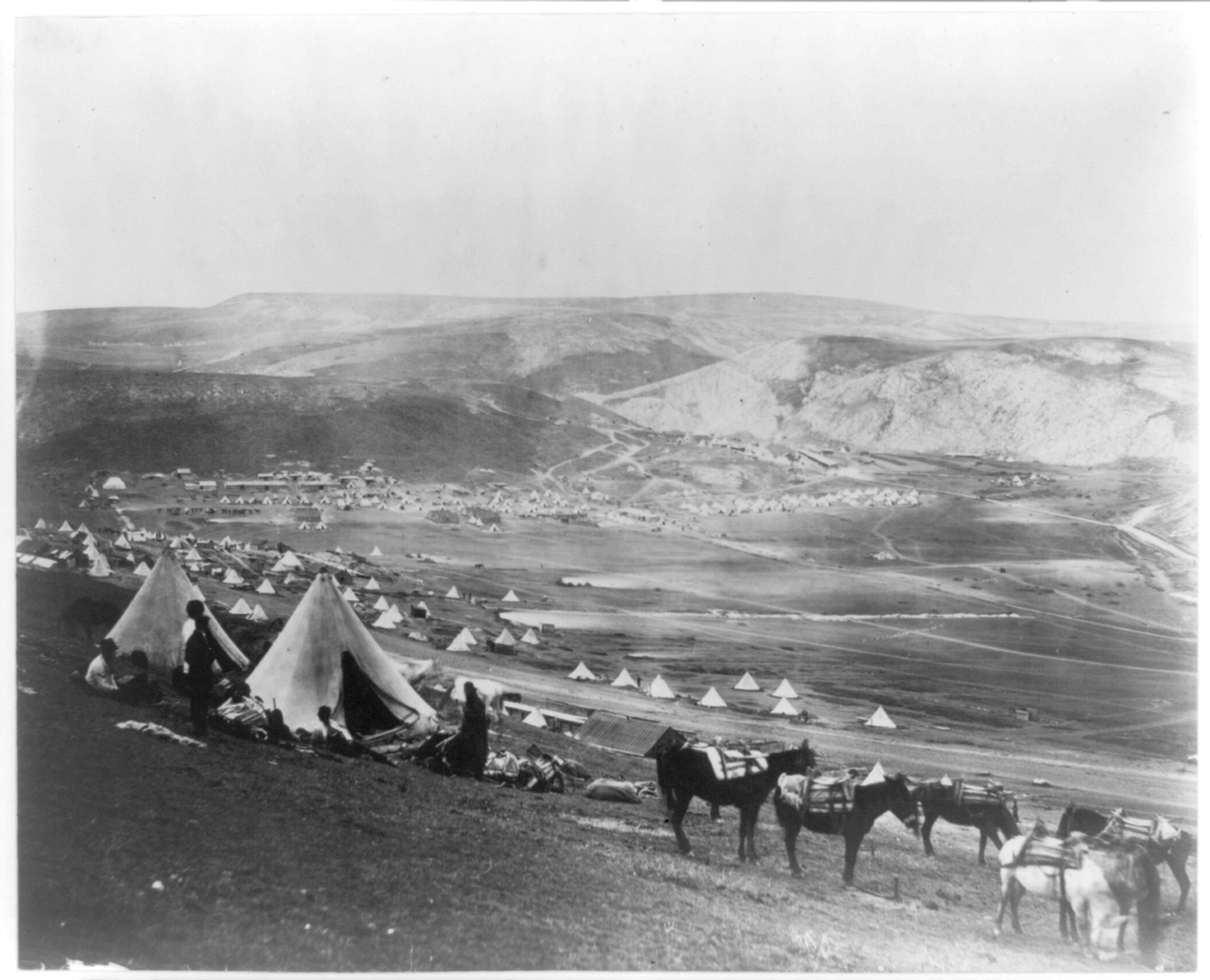
Roger Fenton, Camp de cavalerie près de Balaklava.

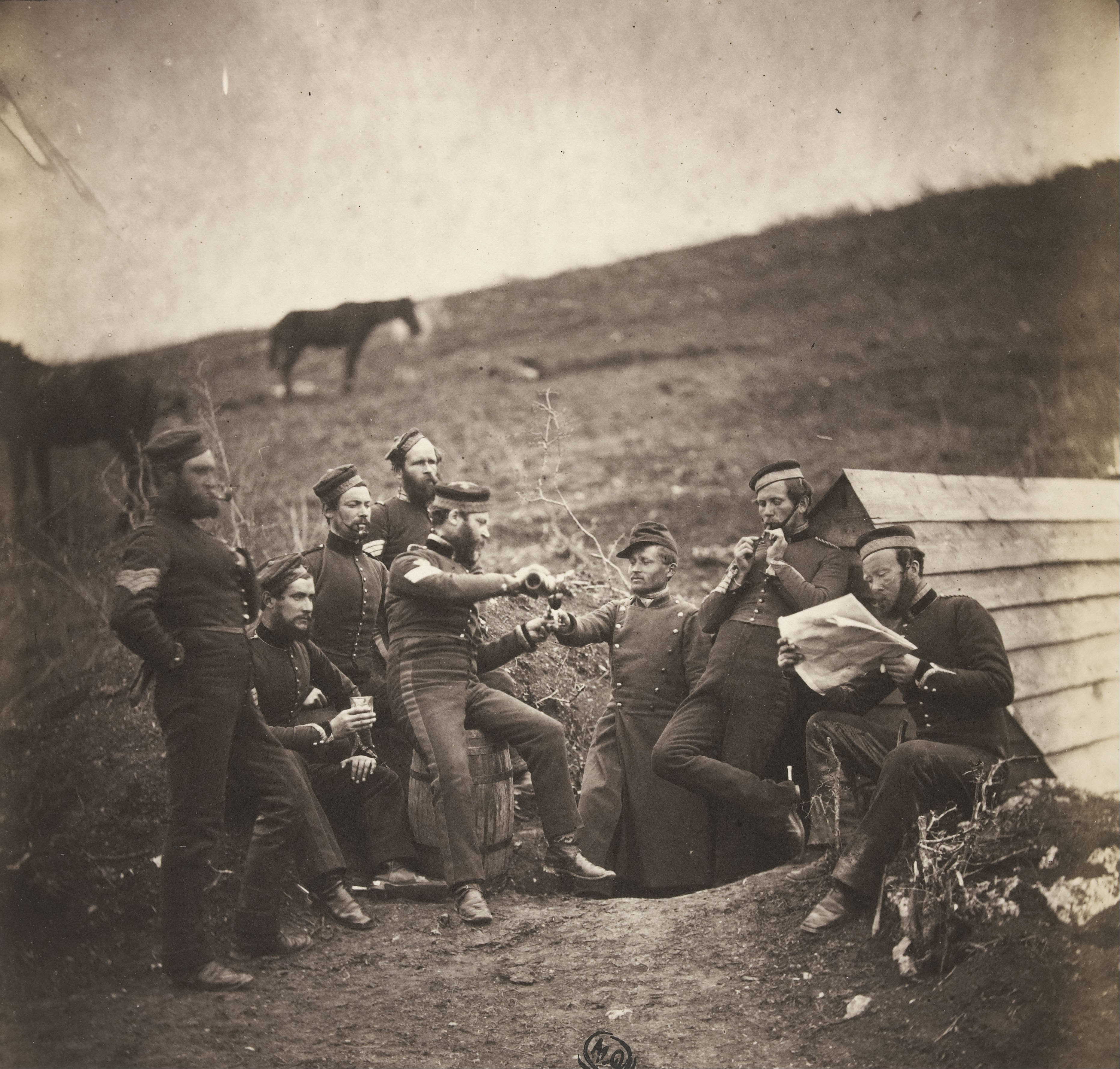
Roger Fenton, L'Entente cordiale. la photographie met en scène la fraternisation entre soldats britanniques et français, qui posent lors d'une fête pour le photographe. Tirage sur papier salé à partir d'un négatif au collodion.

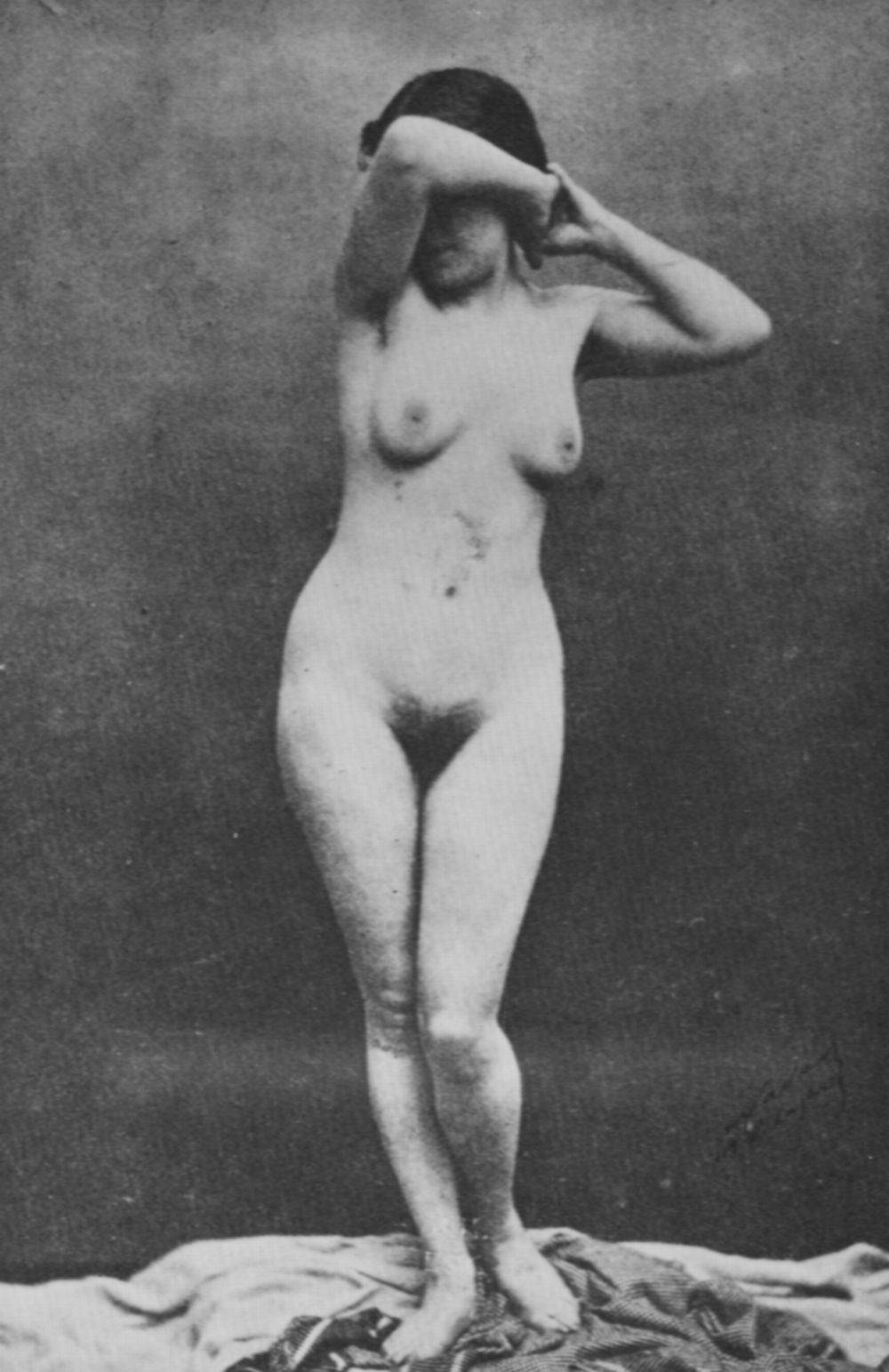
Nadar, Mariette nue.

- vers 1855 : Nadar, Mariette nue, un des premiers nus de l'histoire de la photographie.

## Études, essais, articles
- Auguste Belloc, Les quatre branches de la photographie : traité complet théorique et pratique des procédés de Daguerre, Talbot, Niepce de Saint-Victor et Archer, précédé des annales de la photographie et suivi d'éléments de chimie et d'optique appliqués à cet art, Paris, Maison centrale de photographie Delahaye, LI-416 p. (lire en ligne).
- Giacomo Caneva, Della fotografia : trattato pratico, Rome, Tipografia Tiberina, 54 p.[9]
- Désiré van Monckhoven, Traité de photographie sur collodion, Paris, A. Gaudin, 107 p.
- Abel Niépce de Saint-Victor (préf. Ernest Lacan), Recherches photographiques : photographie sur verre, héliochromie, gravure héliographique, notes et procédés divers, Paris, A. Gaudin, XXIV-140 p..
- (en) Thomas Sutton, The calotype process : a hand book to photography on paper, Londres, Joseph Cundell, at the Photographic Institution, VIII-91 p. (lire en ligne).

## Expositions
- mai-novembre : le photographe roumain Carol Szathmari expose près de 200 photographies prises en 1853-1854 pendant la guerre de Crimée, reliées dans un album, à l'Exposition Universelle de Paris et reçoit la médaille de deuxième classe[10] ; il les présente à la reine Victoria, à l'empereur Napoléon III et à François-Joseph Ier[11].

## Prix et récompenses
- Nadar et son frère Adrien Tournachon (dit Nadar jeune) remportent une médaille d'or à l'Exposition universelle de 1855 à Paris pour la série de photographies représentant le mime Charles Deburau[12].

## Naissances
- 19 janvier : Thomas Andrew (en), photographe néo-zélandais, actif au Samoa, mort le 7 août 1939.
- 27 janvier : Alfred Watkins, photographe britannique, inventeur d'un posemètre, mort le 15 avril 1935.
- 26 février : Karl Bulla, photographe russe d'origine prussienne, mort le 2 décembre 1929.
- 9 mars : Charles Lansiaux, photographe français, mort le 6 avril 1939.
- 16 mars : Josef Maria Eder, chimiste autrichien spécialisé dans la chimie de la photographie, auteur d'une histoire des débuts du développement technique de la photographie chimique, mort le 18 octobre 1944.
- 24 mai : Manó Mai, photographe hongrois, spécialiste des portraits d'enfants, mort le 24 juillet 1917.
- 11 juillet : August Schuffert, photographe finlandais, mort le 17 octobre 1936.
- 7 septembre : William Friese-Greene, photographe et inventeur britannique, mort le 5 mai 1921.
- 9 septembre : Secondo Pia, avocat et photographe amateur italien, qui a pris les premiers clichés du suaire de Turin en 1898, mort le 7 septembre 1941.
- 11 novembre : Étienne Wallon, scientifique et photographe français, mort le 11 août 1924.

## Décès
- 26 mars : Fortuné Joseph Petiot-Groffier, industriel et photographe français, né le 16 septembre 1788.
- Date non précisée :
  - Lorenzo Suscipj, précurseur de la photographie italien, né en 1802.

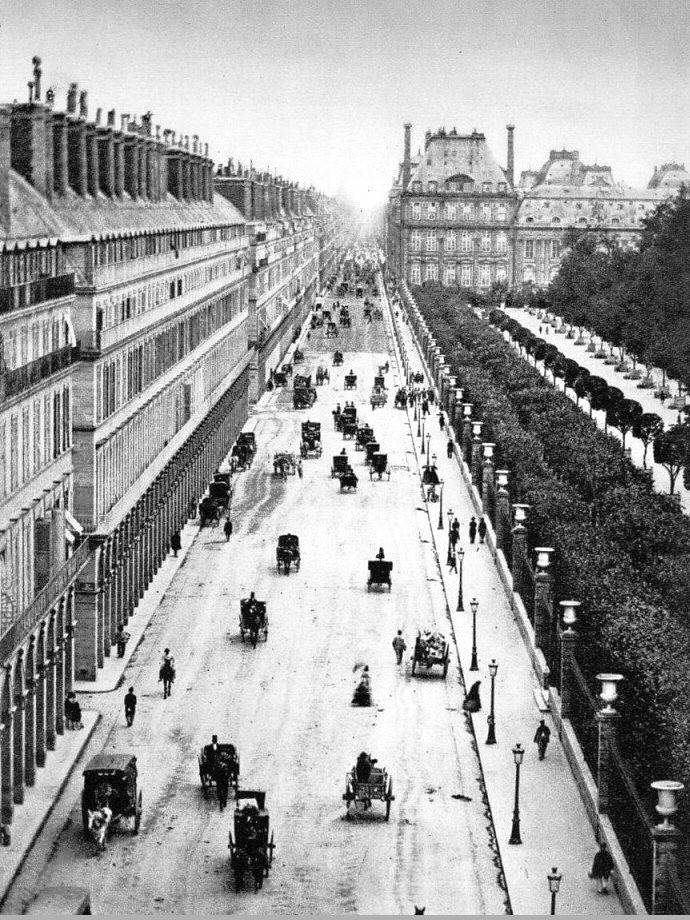
Adolphe Braun, La rue de Rivoli à Paris.